# Liste des ponts de Sète
Par sa position entre la mer Méditerranée et l'étang de Thau, la ville de Sète possède de nombreux ponts. Cinq d'entre eux sont mobiles afin de laisser circuler les bateaux dans les canaux : horaires en Mars 2024.

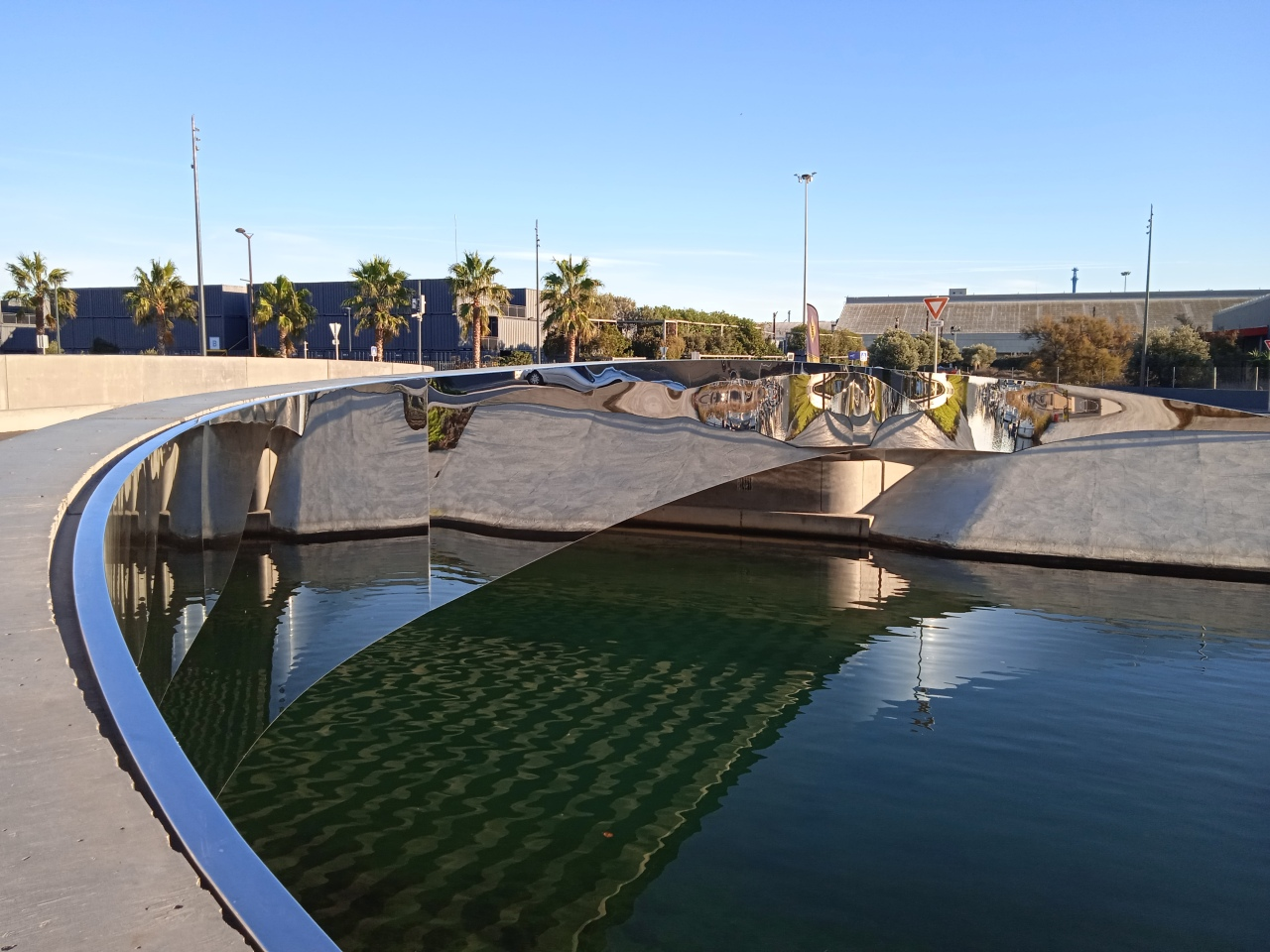
Pont des Arts (Jean Denant) 2023

Le 1er mars 2024 est inauguré le vingt et unième pont de la commune : le Pont des Arts, œuvre de l'artiste Jean Denant. Sète dispose alors de 14 ponts en centre-ville, 2 pour accéder à l'ile de Thau, et 5 dans le quartier des Quilles (dont l'un a été doublé récemment par une passerelle "modes doux" : le Pont de L'Avenir).
Cela sans compter le pont de Bois ou pont Vieux (1682-1860), le pont Régy (1865-1930) et le pont de l'Amour aujourd'hui disparus,.
Cet article recense les ponts principaux du centre-ville (hormis les 3 ponts des Dockers, du Mas Coulet et des Arts sur le Canal de la Peyrade) : 
| Nom                   | Autre(s) nom(s)                                          | Image | Date de construction              | Détails                                                                                              | Coordonnées                 |
| Pont de la Bordigue   |                                                          |       | 1985 (original)                   | Pont routier                                                                                         | 43° 24′ 35″ N, 3° 41′ 41″ E |
| Pont de la Civette    | Pont National                                            |       | 1844 (original) 1965              | Pont routier                                                                                         | 43° 24′ 15″ N, 3° 41′ 50″ E |
| Pont de la Gare       |                                                          |       | 1874 (original) 1908 tablier 1969 | Pont tournant routier. Il a subi une réhabilitation en 2016.                                         | 43° 24′ 41″ N, 3° 41′ 49″ E |
| Pont Maréchal-Foch    |                                                          |       | 1860 (original) 1932              | Pont basculant ferroviaire. Situé à côté du pont Sadi-Carnot.                                        | 43° 24′ 45″ N, 3° 41′ 32″ E |
| Pont de Pierre        | Pont Neuf                                                |       | 1785 (original) 1959              | Pont routier                                                                                         | 43° 24′ 23″ N, 3° 41′ 56″ E |
| Pont Sadi-Carnot,     |                                                          |       | 1893 (original) 1949 2019         | Pont basculant routier en acier. Ce pont a été remplacé en 2019. Situé à côté du pont Maréchal-Foch. | 43° 24′ 43″ N, 3° 41′ 34″ E |
| Pont de la Savonnerie |                                                          |       | 1842 (original) 1969              | Pont routier                                                                                         | 43° 24′ 06″ N, 3° 41′ 51″ E |
| Pont des Sétois       |                                                          |       | 1993(original)                    | Pont routier                                                                                         | 43° 24′ 27″ N, 3° 42′ 04″ E |
| Pont du Tivoli        | Pont des Moulins                                         |       | 1870 (original) 1949              | Pont basculant routier en acier. Une importante rénovation de ce pont a été réalisée en 2014.        | 43° 24′ 29″ N, 3° 42′ 06″ E |
| Pont de la Victoire   | Pont de Montpellier Pont de la Méditerranée Pont Legrand |       | 1847 (original)                   | Pont tournant routier                                                                                | 43° 24′ 17″ N, 3° 42′ 06″ E |
| Pont Virla            |                                                          |       | 1841 (original)                   | Pont routier en béton armé                                                                           | 43° 24′ 25″ N, 3° 41′ 47″ E |